# 아시안 하이웨이 121호선
아시안 하이웨이 121호선(AH 121, 태국어: ทางหลวงเอเชียสาย 121)은 태국의 묵다한과 사깨오를 이어주는 아시안 하이웨이 노선망으로, 총 연장은 약 458 km이다. 접촉하고 있는 도로는 아시안 하이웨이 1호선과 아시안 하이웨이 16호선 등이 있다. 특이하게도 해당 노선은 아시안 하이웨이 19호선과 동일하게 전 구간이 태국을 관통하는 것으로 나타나고 있다.

## 접촉하는 도로
접촉하고 있는 도로로는 239, 212, 2116, 2169, 292, 202, 219, 288, 218, 24, 348, 3486, 3495, 3482번 국도 등 14개의 태국 국도 노선이 아시안 하이웨이 121호선과도 관통되어 있는 것으로 보인다.